# Chilicola involuta
Chilicola involuta là một loài Hymenoptera trong họ Colletidae. Loài này được Michener mô tả khoa học năm 2002.